# Nomada hera
Nomada hera är en biart som beskrevs av Schwarz 1965. Nomada hera ingår i släktet gökbin, och familjen långtungebin. Inga underarter finns listade i Catalogue of Life.